# Mecicobothrium
Mecicobothrium es un género de arañas migalomorfas de la familia Mecicobothriidae. Se encuentra en Argentina en la Provincia de Buenos Aires,en Uruguay y en Brasil en el Estado de Santa Catarina.

## Lista de especies
Según The World Spider Catalog 11.5:
- Mecicobothrium baccai Lucas, Indicatti, Brescovit & Francisco, 2006
- Mecicobothrium thorelli Holmberg, 1882